# إعلام روسيا

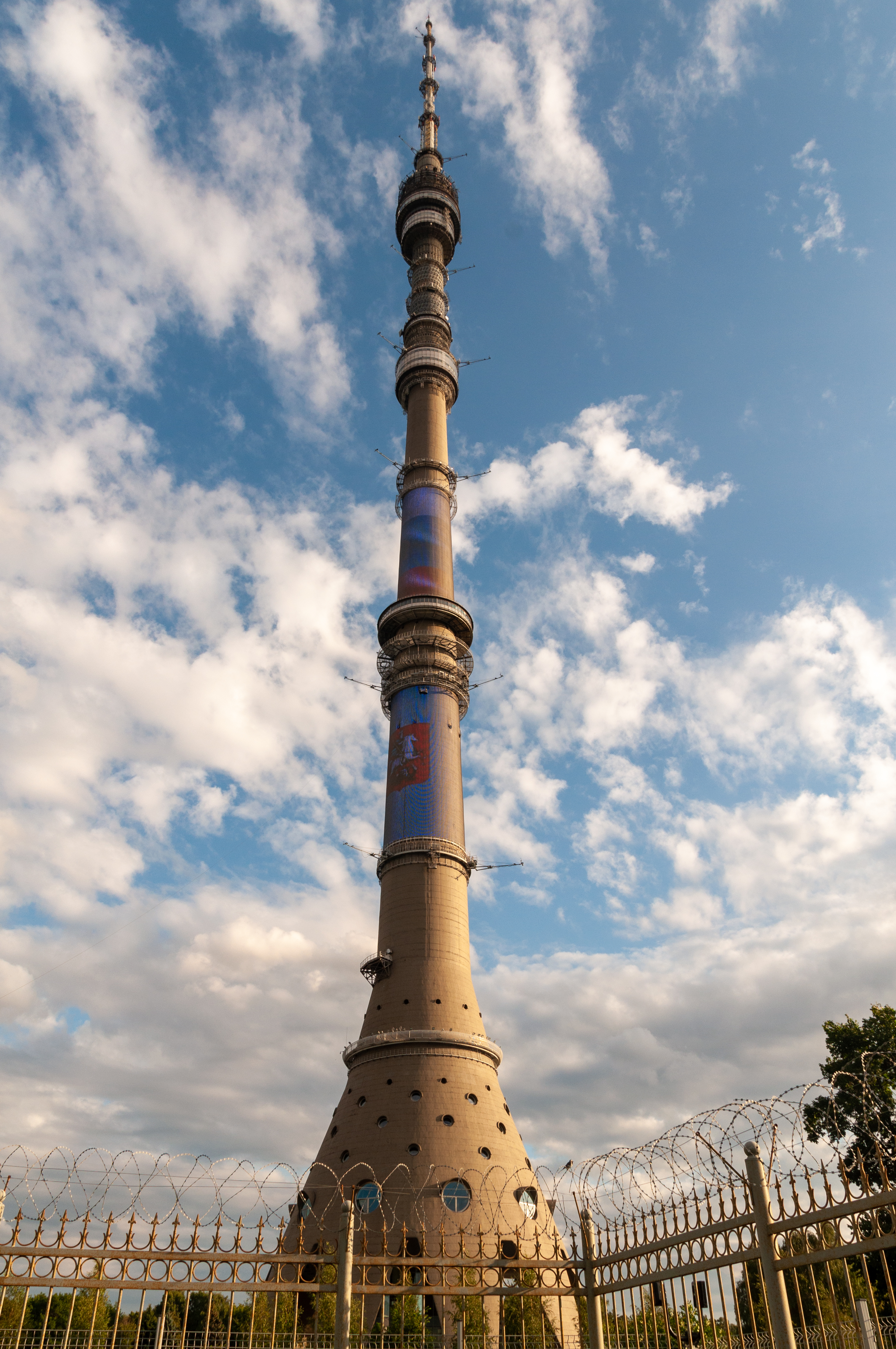

إعلام روسيا متنوع من وسائل الإعلام المرئية والمسموعة إلى المقروءة. هناك ما مجموعه 93000 وسيلة إعلام في روسيا، تشمل 27000 صحيفة ومجلة و 330 محطة تلفزيونية. التلفزيون هو المصدر الأكثر شعبية للحصول على المعلومات. هناك ثلاثة قنوات تلفزيون محلية وعدد كبير من القنوات العالمية. الصحف والمجلات هي الخيار الثاني الأكثر شعبية بعد التلفزيون، في حين أن الإنترنت يقبع ثالثا. تؤول ملكية وسائل الإعلام إلى مزيج من ما هو مملوك للدولة وما هو ملكية خاصة. على الرغم من أن معظم سكان روسيا يحصلون على الأخبار من التلفزيون إلا أن هناك نقص صارخ في تنوع الأخبار المذاعة. عبر التلفاز. وفقا لمراسلون بلا حدود وسائل الإعلام الروسية عموما تقبع تحت رقابة الدولة والرقابة الذاتية.
توجد أكثر من 83000 وسيلة إعلامية نشطة ومسجلة رسميًا في روسيا تنشر المعلومات بـ 102 لغة. من إجمالي عدد المنافذ الإعلامية، يكون التوزيع على النحو التالي: المجلات - 37%، الصحف - 28%، وسائل الإعلام على الإنترنت - 11%، التلفزيون - 10%، الراديو - 7%، وكالات الأنباء - 2%. وسائل الإعلام المطبوعة، التي تمثل ثلثي جميع وسائل الإعلام، هي السائدة. تحتاج المنافذ الإعلامية إلى الحصول على تراخيص لنشر المعلومات. من إجمالي عدد المنافذ الإعلامية، يمكن لـ 63% توزيع المعلومات عبر روسيا، و 35% يمكنها البث في الخارج و15% في منطقة رابطة الدول المستقلة.
تجمع منظمة مراسلون بلا حدود وتنشر تصنيفًا سنويًا للدول بناءً على تقييم المنظمة لسجلات حرية الصحافة الخاصة بها. في عام 2016، احتلت روسيا المرتبة 148 من بين 179 دولة، أي أقل بست مراتب من العام السابق، ويرجع ذلك أساسًا إلى عودة فلاديمير بوتين إلى سدة الحكم. جمعت منظمة فريدوم هاوس تصنيفًا مشابهًا ووضعت روسيا في المرتبة 176 من أصل 197 دولة في مجال حرية الصحافة لعام 2013، ما جعلها في نفس مستوى السودان وإثيوبيا. صرحت لجنة حماية الصحفيين أن روسيا كانت الدولة التي تضم عاشر أكبر عدد من الصحفيين القتلى منذ عام 1992، 26 منهم منذ بداية عام 2000، بينهم أربعة من نوفايا غازيتا. كما وضعت روسيا في المرتبة التاسعة في العالم من حيث عدد الصحفيين القتلى مع الإفلات التام من العقاب.
في ديسمبر 2014، نشر موقع استقصائي روسي رسائل بريد إلكتروني سربتها مجموعة قراصنة الإنترنت شالتاي بولتاي، والتي أشارت إلى صلات وثيقة بين تيمور بروكوبينكو، عضو إدارة فلاديمير بوتين، والصحفيين الروس، وبعضهم أكد نشر الكرملين مقالات بأسمائهم الخاصة.

## الإطار التشريعي
يحمي الدستور الروسي حرية التعبير والصحافة. ومع ذلك، فإن التشريعات المقيدة ونظام القضاء المُسيَّس جعلا من الصعب بشكل خاص على الصحفيين المستقلين العمل في روسيا.
القوانين الروسية الرئيسية في مجال الإعلام هي قانون 1991 لوسائل الإعلام، وقانون 2003 للاتصالات، وقانون 2006 بشأن المعلومات وتكنولوجيا المعلومات وحماية المعلومات. عدلت القوانين عدة مرات. تنظم القوانين الفيدرالية الأخرى قضايا محددة، على سبيل المثال التغطية الإعلامية لسلطات الدولة والأحزاب السياسية، وتغطية الحملات الانتخابية والقيود المتعلقة بالأمن القومي.
أدى التعريف الواسع للتطرف في التشريعات الروسية واستخدامه لإسكات منتقدي الحكومة إلى تعزيز الرقابة الذاتية بين الصحفيين لمنع المضايقات. هدفت التعديلات التي أُدخلت على قانون الإعلام في أواخر العقد الأول من القرن الحادي والعشرين إلى الحد من انتشار التطرف والإرهاب والعنف والمواد الإباحية بالإضافة إلى تغطية عمليات مكافحة الإرهاب. ومع ذلك، فإن القانون الاتحادي لعام 2006 بشأن مكافحة الإرهاب وقانون 2006 بشأن مكافحة النشاط المتطرف، جنبًا إلى جنب مع القائمة الفيدرالية للمواد المتطرفة، أصبحا مصدر قلق لكل من المراقبين المحليين والدوليين. انتقدت لجنة حقوق الإنسان التابعة للأمم المتحدة عدم الدقة في تعريف الإرهاب والنشاط الإرهابي، وعدم خضوع نظام مكافحة الإرهاب لأي شرط للتبرير، وكذلك عدم وجود نص قانوني لالتزام السلطات بـ حماية حقوق الإنسان في سياق عملية مكافحة الإرهاب. أدى التعريف الواسع للتطرف في التشريعات الروسية واستخدامه لإسكات منتقدي الحكومة إلى تعزيز الرقابة الذاتية بين الصحفيين لمنع المضايقات.
يضمن القانون الاتحادي بشأن ضمانات المساواة بين الأحزاب البرلمانية في تغطية أنشطتها من خلال القنوات التلفزيونية والإذاعية الوطنية المملوكة للدولة، والذي اعتمد في مايو 2009، أن كل حزب برلماني يجب أن يتمتع بحصة متساوية من التغطية في قنوات التلفزيون والإذاعة الوطنية المملوكة للدولة. ينص القانون على استقلالية السياسات التحريرية تجاه رؤية الأحزاب البرلمانية، وكذلك حق المواطنين في الاطلاع بشكل شامل وغير متحيز على أنشطة الأحزاب. تتولى لجنة الانتخابات المركزية في روسيا مراقبة التطبيق الصحيح لهذا القانون مع المشاركين من الأحزاب البرلمانية، منذ سبتمبر 2009.
سمح قانون جديد نفذ في بداية عام 2009 بحماية المراسلين الذين يحققون في الفساد في روسيا. بموجب التشريع الجديد، أصبح بإمكانهم التقدم بطلب للحصول على حماية خاصة، مثل شهود المحكمة.
في عام 2014، بسط قانونان جديدان سيطرة الدولة على الإنترنت. وفقًا للقانون الاتحادي 398 (فبراير 2014)، يجوز للمدعي العام تجاوز المحاكم والاستفادة من وكالة التنظيم الفيدرالية روسكومنادزور لحجب مواقع الويب مباشرةً من أجل منع أعمال الشغب الجماعية والأنشطة التي وصفت بالمتطرفة والتجمعات غير القانونية. في السنة الأولى من القانون، حظر روسكومنادزور أكثر من 85 موقعًا، بما في ذلك مدونة أليكسي نافالني Aleksey Navalny على موقع إيخوموسكفي Ekho Moskvy الإلكتروني (الذي أزاله) بالإضافة إلى موقع الأخبار Grani.ru والمجلة الإلكترونية Yezhednevny Zhurnal أو (الجريدة اليومية) والموقع الإلكتروني للناشط المعارض غاري كاسباروف Kasparov.ru. في يوليو 2014، استخدم قانون التطرف عبر الإنترنت لمنع مسيرة من أجل الاستقلال الذاتي لسيبيريا.
يطلب قانون (المدونين) رقم 97 (مايو 2014) من أي موقع ويب به أكثر من 3000 زيارة يومية للتسجيل في روسكومنادزور كمنفذ إعلامي، وإخضاع المدونات الشخصية والمواقع الإلكترونية الأخرى لنفس القيود المتوقعة للمنشورات الرئيسية - بما في ذلك حظر التأليف المجهول والبذاءات، وكذلك الحظر القانوني المسؤولية عن تعليقات المستخدمين. بموجب قانون المتابعة الصادر في يوليو 2014، يتعين على الشبكات الاجتماعية تخزين بياناتها في روسيا حتى يمكن الوصول إليها من قبل السلطات.

### مكانة الصحفيين والتنظيم الذاتي
تبنى كونغرس الصحفيين الروس مدونة لقواعد السلوك المهني في عام 1994. ومع ذلك، فقد بقيت حبرًا على ورق، وبالكاد يطبقها معظم العاملين في مجال الإعلام.
كما تحدد مادة من قانون وسائل الإعلام حقوق وواجبات الصحفيين.

## استشهادات
1. ↑  "Russia Profile - Culture & Living - Media Monopoly". مؤرشف من الأصل في 2014-01-21.
2. ↑  Deutsche Welle: Critical reporting? No thanks - Russian media under state and self-censorship (3 May 2010) نسخة محفوظة 10 سبتمبر 2011 على موقع واي باك مشين.
3. ↑  Reporters without Borders: Countries under surveillance - Russia نسخة محفوظة 11 سبتمبر 2015 على موقع واي باك مشين. "نسخة مؤرشفة". مؤرشف من الأصل في 2015-09-11. اطلع عليه بتاريخ 2011-12-30.{{استشهاد ويب}}:  صيانة الاستشهاد: BOT: original URL status unknown (link)
4. ↑  Azhgikhina, Nadezhda Ilinichna [بالروسية] (7 نوفمبر 2016). "10 Years on From the Murder of Russian Journalist Anna Politkovskaya, What Has Changed?". Newsweek. مؤرشف من الأصل في 2022-03-24. اطلع عليه بتاريخ 2018-03-05.
5. ↑  Natalya Krasnoboka, Russia #National Media Policies نسخة محفوظة 20 March 2018 على موقع واي باك مشين., EJC Media Landscapes, circa 2010
6. ↑  Report Of the Commissioner for Human Rights in the Russian Federation For the Year 2006. نسخة محفوظة 5 March 2009 على موقع واي باك مشين.
7. ↑  The October 2009 Concluding Observations of the United Nations Human Rights Committee نسخة محفوظة 2022-04-23 على موقع واي باك مشين.
8. ↑  Text of the Federal Law "On Guarantees of Equality of Parliamentary Parties in Covering their Activities by the National State-Owned TV and Radio Channels" باللغة الروسية نسخة محفوظة 2021-02-26 على موقع واي باك مشين.
9. ↑  New law protects journalists آر تي. Retrieved on 22 July 2008